# Bessarione (cardinale)
Bessarione, al secolo forse Basilio (in greco Βησσαρίων?, Bessaríōn; Trebisonda, 2 gennaio 1403 – Ravenna, 18 novembre 1472), è stato un cardinale, umanista e filosofo bizantino.

## Biografia

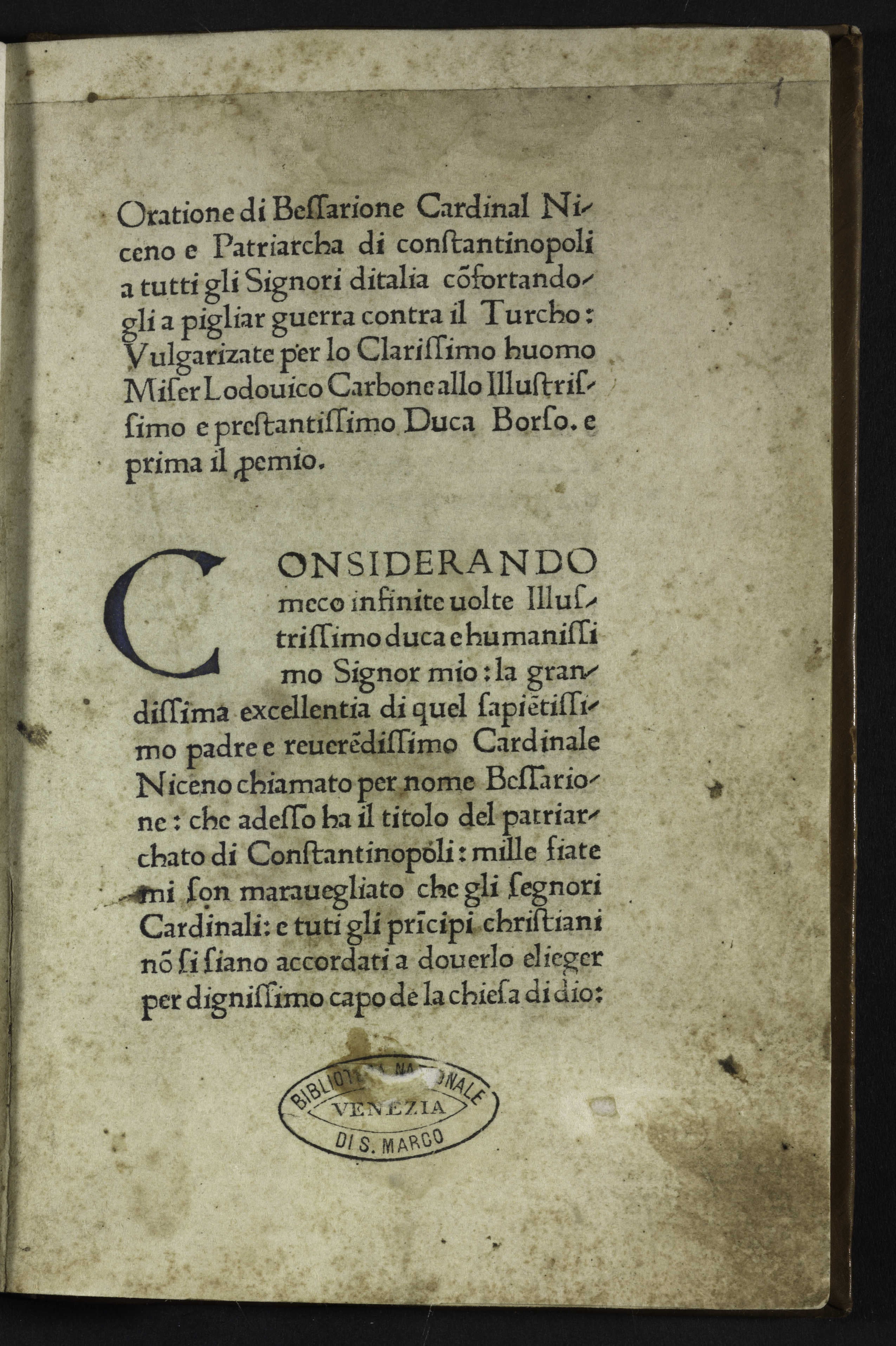
Epistolae et orationes, 1471

### Nascita e studi
Nacque in una numerosa e povera famiglia a Trebisonda, allora capitale del piccolo Impero comandato dai Mega Comneni. La sua presunta origine comnena - affermata da fonti più tarde e taciuta da tutti i suoi contemporanei che invece lo vogliono di origini modeste - è difficilmente accertabile. Per secoli il suo nome di battesimo era stato ritenuto Giovanni, ma studi più recenti hanno dimostrato che fosse Basilio. Giovanissimo (1416-1417), e dopo aver compiuto gli studi elementari a Trebisonda, si trasferì a Costantinopoli, dove continuò i suoi studi presso il retore Giorgio Crisococca e diventò monaco basiliano assumendo il nome di Bessarione, santo del IV secolo.

### Carriera ecclesiastica e politica
Nel 1423 andò in Egitto. La successiva tappa importante furono gli anni trascorsi presso Giorgio Gemisto Pletone a Mistra, vicino alla antica Sparta, nel despotato della Morea, dove fu introdotto alla filosofia platonica (1430/2-1436). Cartofilace e diplomatico di successo tra le corti bizantine, ottenne presto la stima dell'imperatore Giovanni VIII Paleologo.

### Al Concilio di Ferrara e Firenze
Nel 1437 fu nominato metropolita di Nicea e nel 1438 venne in Italia con il cardinale Cusano, prima a Ferrara, poi a Firenze, per discutere, insieme alla numerosa delegazione bizantina e all'imperatore stesso, l'unione delle due Chiese, nella speranza di ottenere l'aiuto occidentale contro gli Ottomani che diventavano sempre più minacciosi nei confronti di Costantinopoli.
Mentre prima del Concilio di Ferrara Bessarione apparteneva al partito bizantino contrario all'unione, durante il Concilio si dimostrò fautore dell'unione della Chiesa romana con quella ortodossa. Su basi filologiche e teologiche Bessarione dimostrò che un passo dibattuto del testo di San Basilio (figura di spicco della chiesa ortodossa) sosteneva posizioni uguali a quelle della Chiesa di Roma, mentre le copie del testo che non avevano il passo incriminato erano tutte molto recenti. La questione dogmatica principale che divideva le due Chiese era quella detta del Filioque, riguardante il rapporto all'interno della Trinità tra il Figlio, il Padre e lo Spirito Santo: significativo, a questo proposito, è il dibattito che, durante il Concilio, avvenne tra il Bessarione e Ludovico da Pirano, presente in quanto Vescovo di Forlì. Ma le ragioni che dividevano le due chiese erano più profonde. Le ragioni ecclesiologiche e storico-politiche erano tanto complesse da sembrare più difficilmente superabili rispetto a quelle dogmatiche.
Questa ostilità dei Bizantini nei confronti dei cristiani latini era iniziata nel 1054, con la scomunica reciproca, ma si era ulteriormente approfondita dopo la quarta crociata del 1204, che anziché puntare contro i Turchi per riconquistare Gerusalemme, aveva distrutto l'Impero bizantino con la conquista e il sacco di Costantinopoli e la divisione dei territori bizantini tra le potenze che avevano preso parte alla "crociata", soprattutto i veneziani. Il 6 luglio 1439 comunque, per volontà esplicita dell'imperatore di raggiungere un compromesso, fu letto, alla presenza del papa Eugenio IV e dell'imperatore stesso, dal cardinal Cesarini in latino e da Bessarione in greco il decreto di unione delle Chiese. 

### Il difficile ritorno a Costantinopoli
Poco dopo la missione italiana Bessarione tornò a Costantinopoli, dove lui e gli altri fautori dell'unione trovarono un clima ostile tra la popolazione e il clero, in particolare i monaci, mentre una parte di quelli che avevano firmato il decreto dell'unione ora l'abbandonavano. Dato questo clima e la nomina a cardinale ad opera di papa Eugenio IV il 18 dicembre 1439, con il Titolo dei Santi XII Apostoli, comunicatagli mentre si trovava a Costantinopoli, Bessarione si recò nuovamente in Italia nel 1440, dalla quale non tornò mai più nell'Impero bizantino.

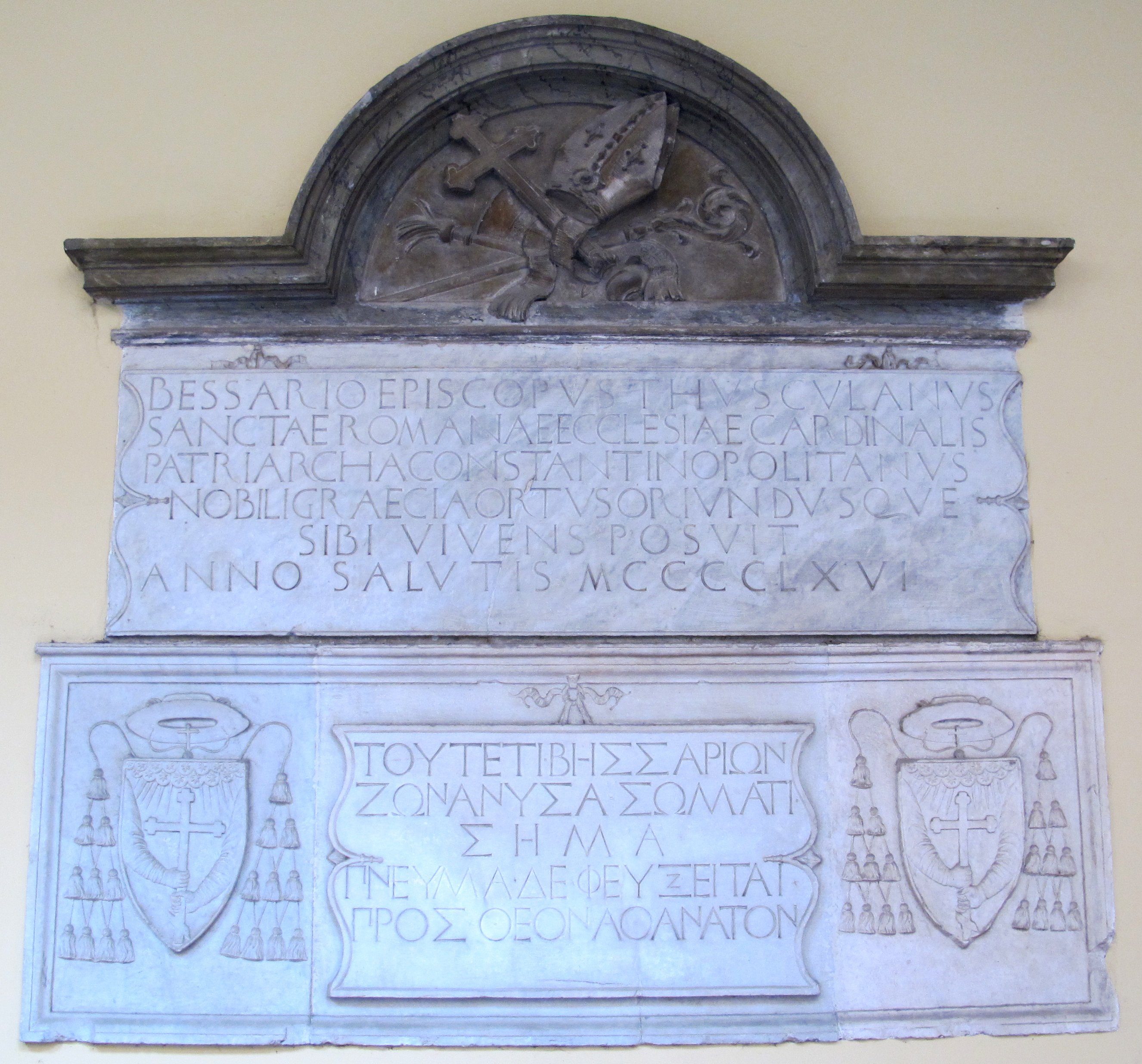
Monumento funebre a Bessarione nella Basilica dei Santi Apostoli a Roma.

### L'impegno per la conservazione della cultura greca classica
Nel 1442, per volontà di papa Eugenio IV, il monastero benedettino di San Giovanni Evangelista a Ravenna venne concesso in commenda al cardinal Bessarione. Fu vescovo della diocesi di Mazara del Vallo dal 1449 al 1458 senza peraltro mai insediarsi. Egli ne fu commendatario fino al 1459. Dopo un soggiorno a Firenze si recò con la corte pontificia a Roma. Nel 1449 cambiò il suo titolo cardinalizio con la Sede suburbicaria di Sabina, pur mantenendo la commenda del Titolo dei Santi XII Apostoli. Subito dopo optò per la Sede suburbicaria di Frascati, che tenne fino al 1468, quando tornò a quella di Sabina, che tenne poi fino alla morte.
Caduta Costantinopoli nel 1453, si dedicò a soccorrere i dotti bizantini fuggiti dagli Ottomani. Tra il 1456 ed il 1465 fu Archimandrita di Messina e Barone della Terra di Savoca. Nel 1462 fu nominato primo abate commendatario dell'Abbazia Greca di Grottaferrata. Volendo salvare l'immenso patrimonio della cultura bizantina, raccolse numerose opere che altrimenti non sarebbero mai pervenute in Occidente, costituendo una ricca biblioteca, articolata su due scriptoria, mentre era ancora in vita. Tra le altre, salvò numerose opere contenute nella ricchissima biblioteca del Monastero di San Nicola di Casole, presso Otranto, che finì poi distrutta (ad opera degli Ottomani) nel corso della Battaglia di Otranto del 1480.
Nel 1468 donò la propria biblioteca alla città di Venezia; la raccolta divenne il patrimonio iniziale della Biblioteca nazionale Marciana; la lettera di donazione, redatta in latino (col titolo Acta ad munus literarium D. Bessarionis cardinalis Nicaeni, episcopi Tusculani et patriarchae Constantinopolitani, in Serenissimam rempublicam Venetam collatum spectantia) e datata 31 maggio 1468 ex balneis Viterbiensibus, è conservata nel codice Lat. XIV, 14 (= 4235) ai ff. 1r-4r. Nel 1489-90 Aldo Manuzio si insediò a Venezia, dove svolse la sua attività editoriale, per dare alle stampe i volumi della raccolta di Bessarione.

### La missione diplomatica in Francia e la morte
Nel 1472, nonostante la sua età e il cattivo stato di salute, venne inviato dal papa Sisto IV presso Luigi XI di Francia a perorare la causa di una crociata per la liberazione di Costantinopoli. Nel viaggio di ritorno, a causa dei disagi, le sue condizioni peggiorarono e morì a Ravenna, nella casa di Antonio Dandolo, suo amico veneziano e podestà del luogo.
Fu durante il viaggio di andata per la missione verso la Francia che il cardinale Bessarione, giungendo a Gubbio, vi fece sosta e il giorno successivo a questa, «lunedì 28 aprile 1472 (...) tenne a battesimo e cresimò Guidobaldo ».   
Datata il 28 aprile 1472, sempre a Gubbio, ci resta la Pergamena Bessarione, restituita al pubblico dopo il recupero annunciato e archiviato dal Ministero della cultura.
La sua salma, traslata in Roma il 3 dicembre dello stesso anno, fu inumata nella Cappella di Bessarione della Basilica dei Santi XII Apostoli.

## I conclavi

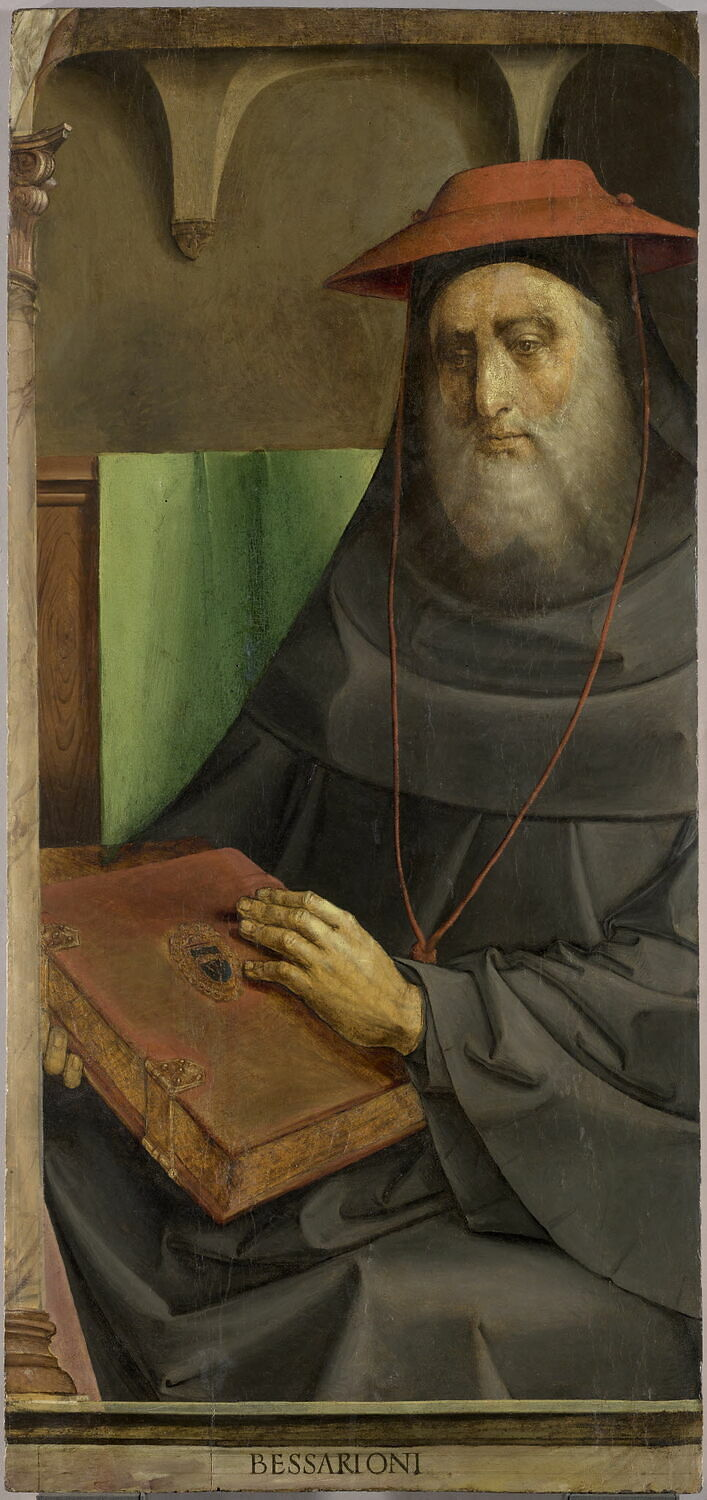
Bessarione nella serie degli uomini illustri dello Studiolo di Federico da Montefeltro. Il quadro è ospitato presso il Museo del Louvre.

Basilio Bessarione ha partecipato all'elezione di:
- Nicola V (conclave del 1447)
- Callisto III (conclave del 1455)
- Pio II (conclave del 1458)
- Paolo II (conclave del 1464)
- Sisto IV (conclave del 1471)

## Filologo umanista
Di Bessarione è celebre l'opuscolo in cui, sulla base del testo greco originale (eàn) e di antichi autori della chiesa latina e greca, corregge il testo di Giovanni 21,22 da sic in si, rendendolo molto più consono al contesto.

## Filosofo neoplatonico
La sua maggiore opera filosofica, scritta originariamente in greco, fu tradotta in latino e intitolata In calumniatorem Platonis (1457-1458). Si tratta di un testo favorevole al platonismo cristiano e avverso alle tesi sostenute da Giorgio di Trebisonda favorevoli all'integrazione, d'ispirazione tomistica, dell'aristotelismo nella dottrina cristiana.

## Opere

### Opere giovanili
Le opere giovanili del cardinal Bessarione sono composte prima del suo arrivo in Italia; tra queste ci sono: un Panegirico per il suo patrono Bessarione, una Monodia per l’imperatore Manuele Paleologo, un’orazione per l’imperatore Alessio IV Comneno di Trebisonda, tre Monodie e un epitaffio giambico per l’imperatrice Teodora di Trebisonda; un epitaffio giambico e una Monodia per la principessa Cleopa; descrizioni in giambi di arazzi con la rappresentazione dei sovrani Manuele ed Elena; un trattato sulle virtù morali dedicato a Demetrio Lascaris; un panegirico su Trebisonda e un’omelia; tre Consolationes per l’imperatore Giovanni VIII Paleologo e un memoriale sul Peloponneso indirizzato al despota Costantino, composti durante il breve soggiorno a Costantinopoli.
Alcuni di questi primi scritti e le lettere greche del cardinale sono state raccolte e trascritte da lui nel codice Marciano Greco Z. 533.

### Opere teologiche
Le opere teologiche del Niceno, invece, sono perlopiù legate e derivanti dal contesto del concilio di Ferrara-Firenze: hanno quindi per tema la processione dello Spirito Santo e mirano a promuovere e consolidare l’unità tra le chiese. Su questa scia si inseriscono le seguenti opere: il De processione Spiritus Sancti contra Palamam pro Becco e il Contra capita Maximi Planudis de processione Spiritus Sancti, scritti nella seconda metà del 1439; seguono il De Spiritus Sancti processione ad Alexium Lascarin Philanthropinum, composto tra il 1440 e il 1445, e il Contra Marcum Ephesium de processione Spiritus Sancti, all’incirca dello stesso periodo. È invece datata al 27 maggio 1463 l’Encyclica ad Graecos, esortazione per i Greci ad aderire all’unione; nel 1464 poi Bessarione dedica a Paolo II una traduzione di tutti i suoi scritti teologici e dei due grandi discorsi tenuti durante il concilio di Firenze (l’Oratio Ferrariae habita e l’Oratio dogmatica de Unione). Nello stesso periodo scrive anche il De sacramento Eucharistiae. Infine, va ricordato il saggio In illum: Sic eum volo manere: quid ad vos? in cui Bessarione sottolinea la necessità di applicare i metodi dell’ecdotica per l’interpretazione della Vulgata.

### Traduzioni dal greco al latino
Inoltre, sono di grande importanza nella storia della tradizione classica le traduzioni che Bessarione compie dal greco al latino. C’è anzitutto il De nativitate di Basilio, dedicato a Eugenio IV; di Senofonte Bessarione traduce i Memorabilia (con il titolo latino di De factis et dictis Socratis memoratu dignis), con dedica all’amico cardinale Cesarini databile al 1444; offrì invece ad Alfonso di Aragona la traduzione della Metafisica di Aristotele. Questo lavoro fu portato avanti tra il 1446 e il 1451, rivedendo la traduzione di Guglielmo di Moerbeke e aggiungendo anche un frammento in traduzione della Metafisica di Teofrasto. Infine, una traduzione della Prima Olintiaca di Demostene fu aggiunta alle Orationes ad principes Italiae contra Turcos.
Per ultimi, si ricordano il De errore Paschatis, una breve memoria inviata a Paolo II nel 1470, probabilmente composta con il Regiomontano, e le già citate Orationes ad principes Italiae contra Turcos, composte dopo la caduta di Negroponte, che suscitò ampia eco e preoccupazione in Occidente. 

## Successione apostolica
La successione apostolica è:
- Vescovo Bartolomeo Barbarigo (1467)

### Edizioni e traduzioni
- (LA) Bessarione (cardinale), Epistolae et orationes, [Venezia], [Christoph Valdarfer], MCCCCLXXI. URL consultato il 3 maggio 2015.
  - (DE) Ludwig Mohler, Kardinal Bessarion als Theologe, Humanist und Staatsmann, 3 voll., Paderborn 1942. ISBN 351103390X
  - Gianmario Cattaneo, Le lettere greche del cardinal Bessarione. Nuovi percorsi di ricerca, Roma 2020. ISBN 9788893594905
- Acta ad munus literarium D. Bessarionis cardinalis Nicaeni, episcopi Tusculani et patriarchae Constantinopolitani, in Serenissimam rempublicam Venetam collatum spectantia, ex balneis Viterbiensibus, 31 maggio 1468.
  - Testo originale:  Venezia, Biblioteca Nazionale Marciana, Lat. XIV, 14 (=4235), su internetculturale.it,  ff. 1r-4r.
  - Trascrizione (digitalizzata nell'ambito del progetto Thecae. Inventaires mauristes dell'Università di Caen):  Frédéric Duplessis (a cura di), BIBLIOTHECA SANCTI MARCI VENETIIS. (XML), in Bibliotheca bibliothecarum manuscriptorum nova, 1738 (archiviato dall'url originale il 4 dicembre 2019).
  - Trascrizione (con alcune differenze rispetto alla precedente):  Operette di Iacopo Morelli bibliotecario di S. Marco ora insieme raccolte con opuscoli di antichi scrittori, I, Venezia, dalla tipografia di Alvisopoli, 1820,  pp. 16-19.
- La Metafisica di Aristotele, tradotta in latino dal cardinale Bessarione, e recata in italiano, con note a compendio del commento di san Tommaso d'Aquino, dal Sac. dott. Giacomo Dal Sasso, Padova, Tipografia del Seminario, 1944.
- Bessarione di Nicea, Orazione dogmatica sull'unione dei Greci e dei Latini, Napoli, Vivarium, 2001.
- Basilio Bessarione, Contro il calunniatore di Platone, Roma, Edizioni di Storia e letteratura, 2014.
- Bessarione, La natura delibera, La natura e l'arte, Milano, Bompiani, 2014.

### Letteratura secondaria
- (EN) Alberto Bardi, Islamic Astronomy in Fifteenth-Century Christian Environments: Cardinal Bessarion and His Library, in Journal of Islamic Studies, Volume 30, Issue 3, September 2019, pp. 338–366.
- Concetta Bianca, Da Bisanzio a Roma. Studi sul cardinale Bessarione, Roma nel Rinascimento, Roma 1999. ISBN 9788885913172
- (EN) Eva Del Soldato, Basil [Cardinal] Bessarion, in The Stanford Encyclopedia of Philosophy, Fall 2022 Edition.
- Paola Dessì (a cura di), I codici liturgici e liturgico-musicali al tempo del commendatario Bessarione, in San Giovanni Evangelista in mostra, 2014.
- Ducas, Historia turco-bizantina 1341-1462, a cura di Michele Puglia, il Cerchio, Rimini 2008. ISBN 88-8474-164-5
- Gianfranco Fiaccadori (a cura di), Bessarione e l'Umanesimo. Catalogo della mostra. Venezia, Biblioteca Nazionale Marciana, 27 aprile - 31 maggio 1994 - Napoli 1994, Napoli, Vivarium, 1994.
- (EN) John Deno Geanakoplos, Greek Scholars in Venice: Studies in the Dissemination of Greek Learning from Byzantium to the West, Harvard University Press, Cambridge (Mass.) 1962. ISBN 125802411X
- Giorgio Sfranze, Paleologo. Grandezza e caduta di Bisanzio, Sellerio, Palermo 2008, ISBN 88-389-2226-8
- Archimandrita Vissarion Kouotsis, La Triadologia nella Tradizione Orientale e in Bessarione di Nicea, Edizioni Kalos Typos, Atene 2020. ISBN 978-618-84916-1-8
- Lotte Labowsky, Bessarione, in Dizionario biografico degli italiani, IX, 1967, pp. 686 696.
- (EN) Lotte Labowsky, Bessarion’s Library and the Biblioteca Marciana: Six Early Inventories, Roma 1979.
- Raymond-Joseph Loenertz, Bessarione, in Enciclopedia cattolica, II, Città del Vaticano, 1949, coll. 1492 1498.
- Silvio Giuseppe Mercati, Bessarione, cardinale, in Enciclopedia italiana, VI, 1930, pp. 811 812.
- (EN) John Monfasani, Byzantine Scholars in Reinassance Italy: cardinal Bessarion and the other emigrès. Selected essays, Aldershot 1995. ISBN 0860784770
- Silvia Ronchey, Bessarione poeta e l’ultima corte di Bisanzio, in G. Fiaccadori (a cura di), Bessarione e l’Umanesimo, catalogo della mostra, pref. di G. Pugliese Carratelli, Napoli, Vivarium - Istituto Italiano per gli Studi Filosofici - Biblioteca Nazionale Marciana, 1994, pp. 47–65. ISBN 8865423102
- Silvia Ronchey, L’ultimo bizantino. Bessarione e gli ultimi regnanti di Bisanzio, in G. Benzoni (a cura di), L’eredità greca e l’ellenismo veneziano (Atti del XL Corso Internazionale di Alta Cultura della Fondazione Giorgio Cini, Venezia, 31 agosto-12 settembre 1998), Firenze, Olschki, 2002, pp. 75–92. ISBN 9788822251305
- Silvia Ronchey, L’enigma di Piero. L’ultimo bizantino e la crociata fantasma nella rivelazione di un grande quadro, Milano, Rizzoli, 2006. ISBN 8817016381
- Silvia Ronchey, Volti di Bessarione, in Vie per Bisanzio. VII Congresso Nazionale dell'Associazione di Studi Bizantini, Venezia 25-28 novembre 2009, a cura di A. Rigo, A. Babuin e M. Trizio, Edizioni di Pagina, Bari 2013, pp. 539–551. ISBN 9788874702299
- Marino Zorzi, La libreria di San Marco, libri, lettori, società nella Venezia dei Dogi, Mondadori, Milano 1987, capp. II-IV. ISBN 88-04-30686-6